# Trofeo Lombardia
Il Trofeo Lombardia è una manifestazione scacchistica per squadre di circolo organizzata dal Comitato Regionale Lombardo della Federazione Scacchistica Italiana.
La gara si disputa ogni anno dal 1981.
Possono iscriversi formazioni dei club con sede nella regione Lombardia.
L'attuale formula prevede due serie.
Nella prima, denominata Serie Top, sono selezionate 16 formazioni che si affrontano in un girone a eliminazione diretta.
Gli ottavi e i quarti si svolgono con incontri di andata e ritorno, le semifinali e le finali con incontro secco.
Le squadre sconfitte negli ottavi giocano i playout: chi perde retrocede alla serie inferiore.
Alla seconda serie, chiamata Serie Pioneer, possono iscriversi un numero illimitato di squadre.
Dopo tre turni svizzeri, le prime otto sono ammesse a un girone a eliminazione diretta con incontro secco.
Le quattro semifinaliste sono promosse alla serie superiore.
Gli incontri dei primi quattro turni si giocano con cadenza mensile da settembre a dicembre, normalmente la terza domenica del mese.
Le semifinali e le finali delle due serie si svolgono in sede unica nella prima metà di gennaio.

## Albo d'oro
| Anno    | Ediz.  | Primo                           | Secondo                         | Terzo                                |
| ------- | ------ | ------------------------------- | ------------------------------- | ------------------------------------ |
| 2003-04 | XXIII  | Soc. Scacchistica Milanese      | Scacchi Verdi Bresso            | Hotel Selide Desio                   |
| 2004-05 | XXIV   | Famiglia Legnanese              | Soc. Scacchistica Milanese      | Veduggio                             |
| 2005-06 | XXV    | Hotel Selide Desio              | Corsico Under 20                | Famiglia Legnanese                   |
| 2006-07 | XXVI   | CSKB Vigevano                   | Hotel Selide Desio              | Brugherio                            |
| 2007-08 | XXVII  | CSKB Vigevano                   | Hotel Selide Desio              | Sondrio                              |
| 2008-09 | XXVIII | CSKB Vigevano                   | Hotel Selide Desio              | Soc. Scacchistica Milanese A         |
| 2009-10 | XXIX   | Soc. Scacchistica Milanese A    | CSKB Vigevano                   | Veduggio                             |
| 2010-11 | XXX    | CSKB Vigevano                   | Scacco Matto Mariano Comense    | Soc. Scacchistica Milanese A         |
| 2011-12 | XXXI   | Soc. Scacchistica Milanese 1881 | Monzascacchi                    | CSKB Vigevano                        |
| 2012-13 | XXXII  | Ceriano Laghetto Clippers       | Famiglia Legnanese              | Soc. Scacchistica Milanese 1881      |
| 2013-14 | XXXIII | Ceriano Laghetto Clippers       | Soc. Scacchistica Milanese 1881 | Soc. Scacchistica Milanese Dal Verme |
| 2014-15 | XXXIV  | ASD Scacchistica Ceriano        | Il Castelletto                  | Famiglia Legnanese A                 |
| 2015-16 | XXXV   | ASD Scacchistica Ceriano        | Soc. Scacchistica Bergamo       | Soc. Scacchistica Milanese 1881      |
| 2016-17 | XXXVI  |                                 |                                 |                                      |